# XIX Conferencia Anual de la FCCA
La XIX Conferencia de la Asociación de Cruceros de Florida y el Caribe es una reunión realizada por la Asociación de Cruceros de Florida y el Caribe que se llevó a cabo del 1 al 5 de octubre de 2012, en la isla de Curazao.